# 1101 (numero)
Millecentouno (1101) è il numero naturale dopo il 1100 e prima del 1102.

## Proprietà matematiche
- È un numero dispari.
- È un numero composto da 4 divisori: 1, 3, 367, 1101. Poiché la somma dei suoi divisori (escluso il numero stesso) è 371 < 1101, è un numero difettivo.
- È un numero semiprimo.
- È un numero omirpimes.
- È un numero nontotiente in quanto dispari e diverso da 1.
- È un numero di Harshad nel sistema numerico decimale, cioè è divisibile per la somma delle sue cifre.
- È un numero fortunato.
- È un numero di Ulam.
- È un numero intero privo di quadrati.
- È un numero odioso.
- È parte delle terne pitagoriche (1101, 1468, 1835), (1101, 67340, 67349), (1101, 202032, 202035), (1101, 606100, 606101).

## Astronomia
- 1101 Clematis è un asteroide della fascia principale del sistema solare.
- NGC 1101 è una galassia nella costellazione della Balena.
- IC 1101 è una galassia lenticolare

## Astronautica
- Cosmos 1101 è un satellite artificiale russo.